# Операция «Кондор»

Тёмно-зелёным цветом обозначены наиболее активные участники кампании, светло-зелёным — менее активные участники

Операция «Ко́ндор» (исп. Operación Cóndor) — кампания по преследованию и уничтожению политической оппозиции (главным образом коммунистов и социалистов) в ряде стран Южной Америки в 1970—1980 годах. Проводилась диктаторскими режимами Чили, Аргентины, Уругвая, Бразилии, Парагвая, Боливии, Перу при поддержке спецслужб США.
Спецслужбы этих государств, действуя скоординировано, организовывали похищения, пытки и казни без суда и следствия представителей оппозиции (в частности, печально известные «полёты смерти»). Жертвами становились видные политики, дипломаты и общественные деятели. В общей сложности, по различным оценкам, жертвами террора тех лет стали от 40 до 60 тысяч человек: 30 тысяч аргентинцев, 3 тысячи перуанцев, более 3 тысяч чилийцев, 160 парагвайцев, 150 боливийцев, 140 уругвайцев и 6 эквадорцев.
В 1992 г. парагвайский правозащитник Мартин Альмада обнаружил архивы террора, хранящие досье, отчёты и прочую информацию, связанную с уничтожением диссидентов и оппозиционеров диктаторских режимов.
В 2001 году ряд правозащитных организаций предъявили иски к бывшему госсекретарю США Генри Киссинджеру, обвинив его в причастности к проведению операции «Кондор». Аргентинский судья, ведущий уголовное расследование, заявил, что Киссинджер является потенциальным подозреваемым и даже ответчиком. Киссинджер незамедлительно покинул Францию после вызова на допрос к следователю и отказался от поездки в Бразилию.

## Знаменитые жертвы
- Орландо Летельер
- Виктор Хара
- Мартин Альмада
- Карлос Альтамирано
- Агостин Гоибуру
- Жуан Гуларт
- Эктор Гутьеррес Руис
- Шейла Кэссиди
- Бернардо Лейтон
- Сельмар Мичелини
- Андрес Паскаль Альенде
- Карлос Пратс
- Диана Фрида Арон Свигилиски
- Хуан Хосе Торрес
- Дагмара Хагелин

## Страны участницы
•  Аргентина во время правления военной хунты (1976—1983). В 1976 году в Аргентине произошел переворот, президентом стал Хорхе Видела (1976—1981). Государство проводило репрессии против своих граждан по политическим мотивам (Грязная война, «Ночь карандашей»). Официально задокументировано 8961 жертв похищений. В 1981 году Видела был отстранён от должности, президентом стал Роберто Эдуардо Виола, позже Карлос Лакосте (1981), Леопольдо Гальтьери (1981—1982) и Рейнальдо Биньоне (1982—1983).
•  Бразилия (1964—1985). 1 апреля 1964 года Умберту Кастелу Бранку (1964—1967) вследствие военного переворота стал президентом. Режим отличался антикомунизмом и консерватизмом. После Умберту Кастелу Бранку правили: Артур да Коста-и-Силва (1967—1969), Эмилиу Гаррастазу Медиси (1969—1974), Эрнесту Гайзел (1974—1979) и Жуан Фигейреду (1979—1985). С 1979 года режим несколько смягчился.
•  Чили (1973—1990). В 1973 году к власти в Чили пришла военная хунта во главе с Аугусто Пиночетом. Правление Пиночета запомнилось репрессиями и государственным террором. Репрессиями занималось Управление национальной разведки.
•  Стронистский Парагвай (1954—1989). В 1954 году Альфредо Стресснер стал президентом Парагвая, установив режим стронизма — ультраправой политической системы. Проводились репрессии против Парагвайской коммунистической партии.
•  Перу во время правления Франсиско Моралеса Бермудеса (1975—1980). В 1975 году произошёл государственный переворот, и страна сошла с социалистического пути. В 1980 году президентом стал Белаунде Терри (ныне уже занимавший этот пост). Бермудес обвинялся в преследовании итальянцев во время операции «Кондор».
•  Боливия во время правления Уго Бансера (1971—1978), Хуана Переда Асбуна (1978), Вальтера Гевары (1979), Альберто Натуша (1979) (режим Натуша, длившийся 16 дней, стал самым кровавым в истории Боливии: 100 погибших, 200 раненных и 140 пропавших без вести) и Луиса Гарсия Месы (1980—1981).
•  Уругвай (1973—1985). В 1973 году президент Хуан Мария Бордаберри распустил Палату сенаторов и установил диктаторский режим длиною в 12 лет. В 1976 году Бордаберри был смещён военными, президентом стал Альберто Демичелли (1976), позже был заменён на Апарисио Мендеса (1976—1981), позже президентом стал Грегорио Альварес (1981—1984), в 1984 году были проведены свободные выборы, на них победил Хулио Мария Сангинетти. За 12 лет режима 172 человека пропали без вести.

## Осуждённые
За убийство Орландо Летельера в США в разное время были осуждены исполнители — агенты чилийской ДИНА Майкл Таунли, Вирхилио Пас, Хосе Дионисио Суарес, Эльвин Росс, Гильермо Ново.
27 мая 2016 г. апелляционный суд в Буэнос-Айресе по делу об операции «Кондор» приговорил 15 бывших военных к тюремному заключению сроками от 8 до 25 лет за участие в убийствах и пытках. Последнего военного диктатора Аргентины, 88-летнего Рейнальдо Биньоне, приговорили к 20 годам лишения свободы. Аргентинский генерал Сантьяго Риверос и уругвайский полковник Мануэль Кордеро Пиацентини были приговорены к 25 годам тюрьмы.
8 июля 2019 г. апелляционный суд в Риме приговорил ещё 24 бывших военных из Боливии, Чили, Уругвая и Перу к пожизненному лишению свободы: все были признаны виновными в похищении и убийстве итальянских граждан. Из 24 человек 14 — граждане Уругвая, в том числе скрывавшийся в Италии от суда Хорхе Нестор Трокколи. В связи с тем, что многие из оставшихся осуждённых уже были приговорены судами других стран за преступления в ходе операции «Кондор», в Риме сторону обвиняемых представлял только Трокколи.